# Salpesia squalida
Salpesia squalida is een spinnensoort in de taxonomische indeling van de springspinnen (Salticidae).
Het dier behoort tot het geslacht Salpesia. De wetenschappelijke naam van de soort werd voor het eerst geldig gepubliceerd in 1883 door Eugen von Keyserling.